# St. Michael (Berg)

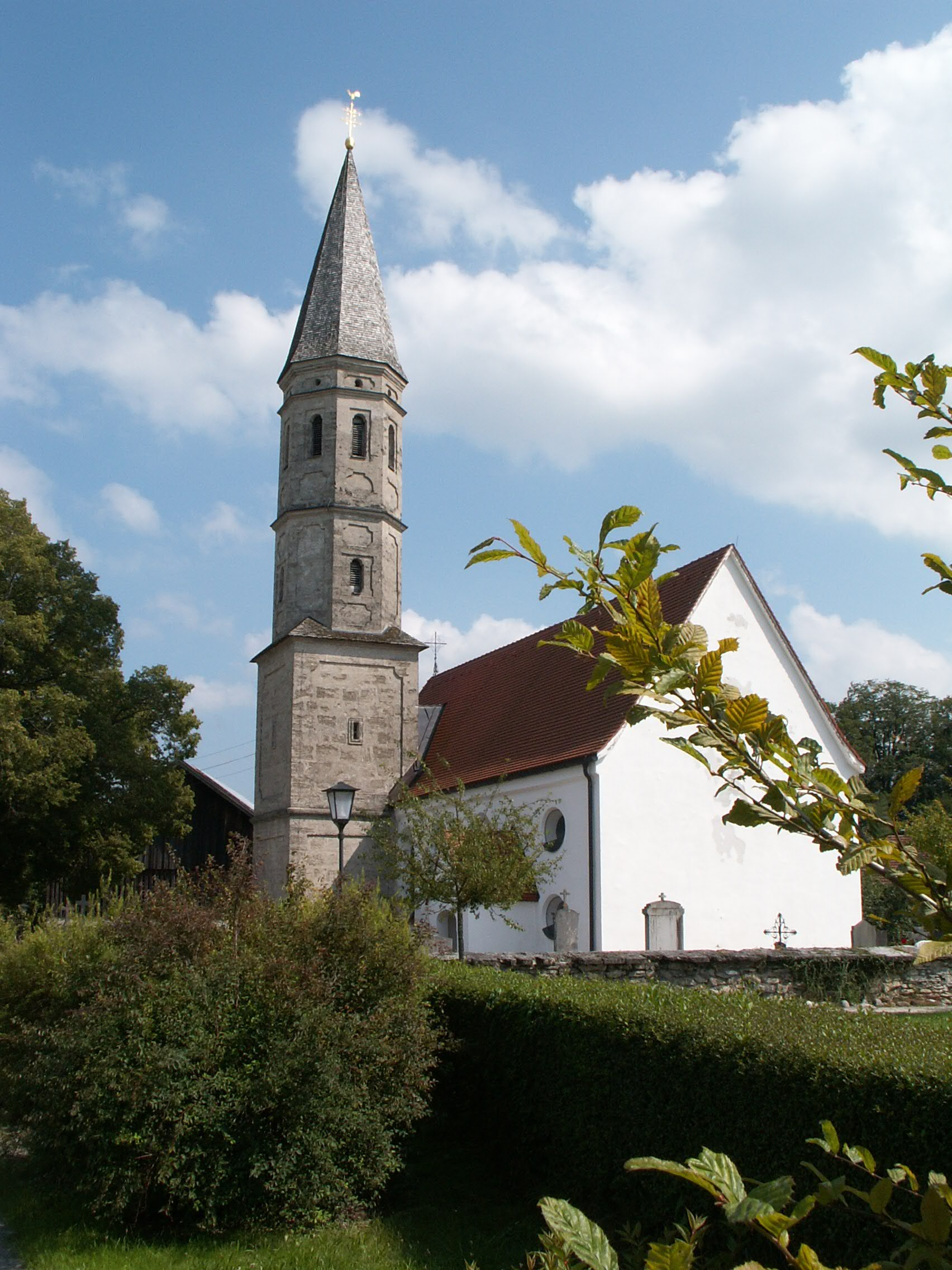
St. Michael von Nordwesten

Die römisch-katholische Filialkirche St. Michael in Berg, Ortsteil von Oberhausen im oberbayerischen Landkreis Weilheim-Schongau, gehört als Teil der Pfarrei St. Mauritius Oberhausen mit der Pfarreiengemeinschaft Huglfing zum Dekanat Weilheim-Schongau des Bistums Augsburg. Das Gotteshaus steht unter Denkmalschutz.

## Geschichte
Die heutige Kirche stammt im Kern aus spätgotischer Zeit. In den Jahren 1710 bis 1712 barockisierte der Pollinger Stuckateur Benedikt Perghofer die Ausstattung und den Turmaufbau.

## Beschreibung und Ausstattung

Innenansicht

Blick zur Empore

Die geostete, im Kern spätgotische Saalkirche besitzt einen eingezogenen Polygonalchor. Im Süden ist die Sakristei angefügt und nördlich befindet sich der Spitzhelm-Flankenturm aus Tuffquadern.
Umgeben ist St. Michael von der Friedhofsmauer aus Bruchstein mit Tuffdeckplatten aus dem 18. Jahrhundert.
Im Inneren befindet sich prächtiger barocker Deckenstuck.

### Orgel
Im Jahr 1808 erhielt St. Michael eine Orgel, die zuvor andernorts im Einsatz war. 1894 folgte ein Neubau vom Münchner Orgelbauer Franz Borgias Maerz mit fünf Registern auf einem Manual. Seitdem dieses Instrument ausgebaut wurde, besitzt die Kirche keine Orgel mehr. Im Jahr 1994 wird von einem Elektronium berichtet.